# Воррен Г. Ваґнер
Во́ррен Ге́рберт Ва́ґнер-моло́дший (англ. Warren Herbert Wagner Jr.; 29 серпня 1920 — 8 січня 2000) — відомий американський ботанік, який навчався в Берклі у Е. Б. Копленда та провів більшу частину своєї професійної кар'єри в Мічигані.

## Історія
Ваґнера навчала методів мікрофотографії рослин та ембріології Меріон С. Кейв. Ваґнер тривалий час був викладачем Мічиганського університету. Він був найбільш шанованим серед колег та студентів за його унікальний талант розпізнавати та формулювати відмінності у формах між видами рослин у контексті їхньої мінливості залежно від факторів навколишнього середовища.
На початку 1960-х років він розробив перший алгоритм для розпізнавання філогенетичних зв'язків між видами на основі їхніх відповідних властивостей, що спостерігаються за набором ознак. Цю роботу Джеймс Фарріс та Арнольд Клюґе пізніше назвали пов'язані алгоритми «ваґнерівською парсимонією».
Пізніше у житті Ваґнер став птеридологом, спеціалізуючись на папоротях, особливо на рослинах родини ботрихієвих. Служачи в лавах армії США на Тихоокеанському театрі військових дій під час Другої світової війни, він все життя цікавився різноманітністю та походженням папоротей Гаваїв. Працюючи зі своєю дружиною Флоренс Сіґнаїґо Ваґнер, досвідченою фахівчинею з цитології, він вирішив питання взаємозв'язків низки поліплоїдних комплексів у північноамериканських папоротях, спочатку в аппалачському тріо видів Asplenium, потім у Dryopteris та Polystichum.
Він був президентом Американського ботанічного товариства в 1977 році. У 1985 році його обрали до Національної академії наук США.
Мабуть, серед сучасних філогенетичних систематиків Ваґнер єдиний, кого згадували в голлівудському фільмі — «Новий листок» за участю Елейн Мей та Волтера Маттау.